# Cuscusera

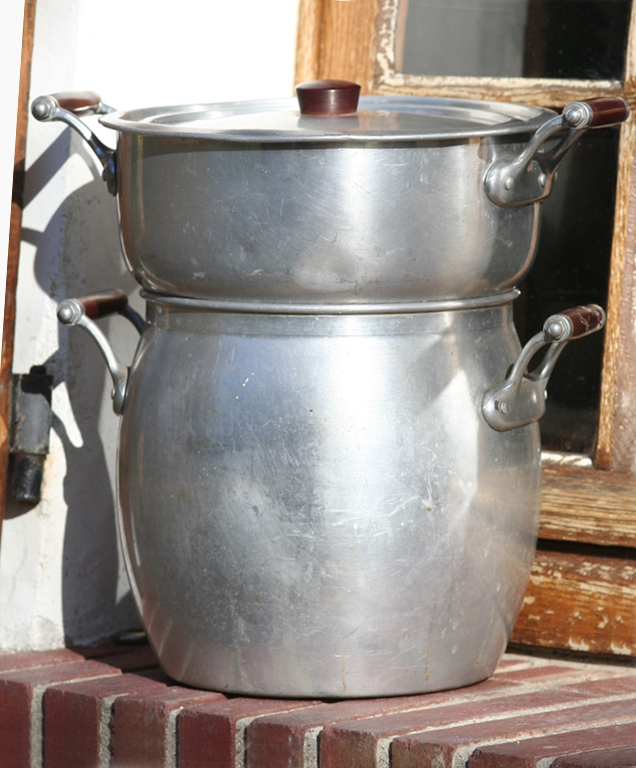
Cuscusera metalowa – tradycyjna jest gliniana

Cuscusera – naczynie kuchenne przeznaczone do gotowania na parze kaszki kuskus. Tradycyjnie gliniane, dzisiaj wykonane z metalu (aluminium, miedź lub stal nierdzewna). Powszechnie używane w kuchni Maghrebu.
Składa się z:
- dużego garnka, który napełnia się wodą,
- ustawionego na nim mniejszego, z perforowanym dnem, do którego sypie się kuskus,
- pokrywki.

W wodzie, w dolnym naczyniu można równocześnie gotować warzywa lub mięso – do spożycia z gotowaną w górnym naczyniu kaszką.